# Sandstone Hills
Les Sandstone Hills sont des collines situées dans le centre-est de l'État américain de l'Oklahoma. Elles s'étendent entre la Red River et la frontière avec le Kansas. La région n'est pas propice à l'agriculture mais possède d'importantes réserves d'hydrocarbures et de charbon,. La végétation est dominée par plusieurs espèces de chênes (Quercus marilandica, Quercus stellata).